# أتيليو فيراريس
أتيليو فيراريس (بالإيطالية:  Attilio Ferraris)‏ (26 مارس 1904 – 8 مايو 1947 في مونتيكاتيني تيرمي) لاعب كرة قدم إيطالي راحل كان يجيد اللعب في خط الوسط .
لعب طوال مسيرته الرياضية في أندية فورتيتودو روما (1922-1927) روما (1927-1934) لاتسيو (1934-1936) باري (1936-1938) روما (1938-1939) كاتانيا (1939-1940) إليترونيكا روما (1943-1944) .
لعب لصالح منتخب إيطاليا 28 مباراة دولية من دون تسجيل أي هدف من 1926 إلى 1935 وقد شارك في بطولة كأس العالم لكرة القدم 1934 التي أقيمت في إيطاليا .